# Pa Phayom (huyện)
Pa Phayom (tiếng Thái: ป่าพะยอม) là huyện (amphoe) cực bắc của tỉnh Phatthalung, miền nam Thái Lan.

## Địa lý
Các huyện giáp ranh (từ phía đông nam theo chiều kim đồng hồ) là Khuan Khanun, Si Banphot của tỉnh Phattalung, Huai Yot của tỉnh Trang và Cha-uat của tỉnh Nakhon Si Thammarat.

## Lịch sử
Tiểu huyện (King Amphoe) được thành lập ngày 19/1/1990, khi tambon đã được tách ra từ huyện Khuan Khanun. Đơn vị này đã được nâng cấp thành huyện ngày  7/9/1995.

## Hành chính
Huyện này được chia thành 4 phó huyện (tambon), các đơn vị này lại được chia ra thành 39 làng (muban). Không có khu vực thành thị (thesaban), có 4 Tổ chức hành chính tambon.
| STT | Tên       | Tên tiếng Thái | Số làng | Dân số |  |
| --- | --------- | -------------- | ------- | ------ |  |
| 1.  | Pa Phayom | ป่าพะยอม        | 7       | 5.764  |  |
| 2.  | Lan Khoi  | ลานข่อย         | 9       | 7.594  |  |
| 3.  | Ko Tao    | เกาะเต่า        | 13      | 11.281 |  |
| 4.  | Ban Phrao | บ้านพร้าว        | 10      | 7.641  |  |